# Brădățel, Hunedoara

Brădățel este un sat în comuna Burjuc din județul Hunedoara, Transilvania, România.

## Monumente istorice
Biserica de lemn „Adormirea Maicii Domnului”